# Chris Harris (luchador)
Christopher Eric "Chris" Harris (nacido el 25 de diciembre de 1973) es un luchador profesional estadounidense. Es conocido por trabajar en Total Nonstop Action Wrestling, donde anteriormente era la mitad del equipo America's Most Wanted junto con su compañero James Storm.

Harris es reconocido como un siete veces Campeón Mundial en Parejas de la NWA, después de haber ganado los cinturones con Storm seis veces y con Elix Skipper una vez.

## Carrera

### Total Nonstop Action Wrestling

#### America's Most Wanted (2002–2006)
El 1 de junio de 2002, Harris recibió una lucha de prueba contra su viejo rival del circuito independiente James Storm con Total Nonstop Action Wrestling (TNA) por Bert Prentice. Ambos posteriormente firmaron contratos a corto plazo. Él luchó en el Gauntlet for the Gold en el primer pay-per-view de TNA y fue colocado en un equipo en parejas con Storm en el segundo pay-per-view por Bob Ryder, la fuerza creativa detrás del equipo. Storm sugirió el nombre "America's Most Wanted" (AMW) para el equipo. Obtuvieron su primer éxito en 18 de septiembre de 2002 por sobrevivir a un Gauntlet for the Gold de equipos y derrotando a Ron Harris y Brian Lee para obtener el Campeonato Mundial en Parejas de la NWA.

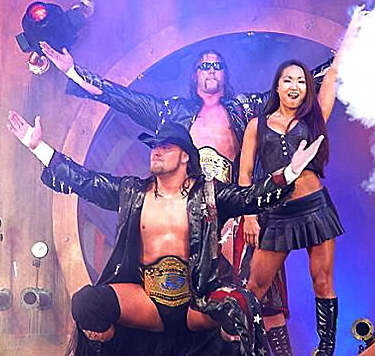
America's Most Wanted (Chris Harris, James Storm and Gail Kim) en Total Nonstop Action Wrestling.

En marzo y abril de 2003 el dúo había dado muestras de una división, con Storm y Harris enfrentándose en una lucha el 7 de mayo de 2003. Storm ganó el combate, pero los compañeros después se estrecharon las manos. Harris rechazó la oferta de Vince Russo de unirse a su stable, Sports Entertainment Xtreme (S.E.X). Cuando Storm fue incapacitado por la recurrencia de una vieja lesión en el hombro a principios de 2004, Harris recibió una oportunidad por el Campeonato Mundial Peso Pesado de la NWA el 17 de marzo de 2004 y fue derrotado por el campeón Jeff Jarrett. Él pasó a competir en una lucha King of the Mountain por el título el 2 de junio de 2004, pero fue derrotado nuevamente por Jarrett.
America's Most Wanted volvieron a hacer equipo juntos, pero el 25 de agosto de 2004, James Storm fue marginado con lesiones de cuello y hombros, dejando a Harris sin pareja. Harris hizo equipo con Elix Skipper para ganar el Campeonato Mundial en Parejas de la NWA por quinta vez el 8 de septiembre de 2004. Harris y Storm se reunieron más tarde. El 16 de enero de 2005 Harris se convirtió en un seis veces Campeón Mundial en Parejas de la NWA (junto con James Storm), ganando el título de Bobby Roode y Eric Young. Harris ganó el título por sexta y séptima vez como parte de AMW. En liga con Jeff Jarrett, él interpretaría a un falso Sting en la retrospectiva de la carrera de Sting hecha por Planet Jarrett en el Impact! del 7 de enero de 2006.
America's Most Wanted se separó como equipo en la edición del 14 de diciembre de 2006 de Impact! durante una lucha en parejas con LAX en un "Titles vs. Team match". Storm efectivamente eligió el resultado de la lucha al romperle a Harris una botella de cerveza por la cabeza, permitiéndole ser cubierto por Homicide, poniendo fin a AMW.

#### Carrera individual (2007–2008)

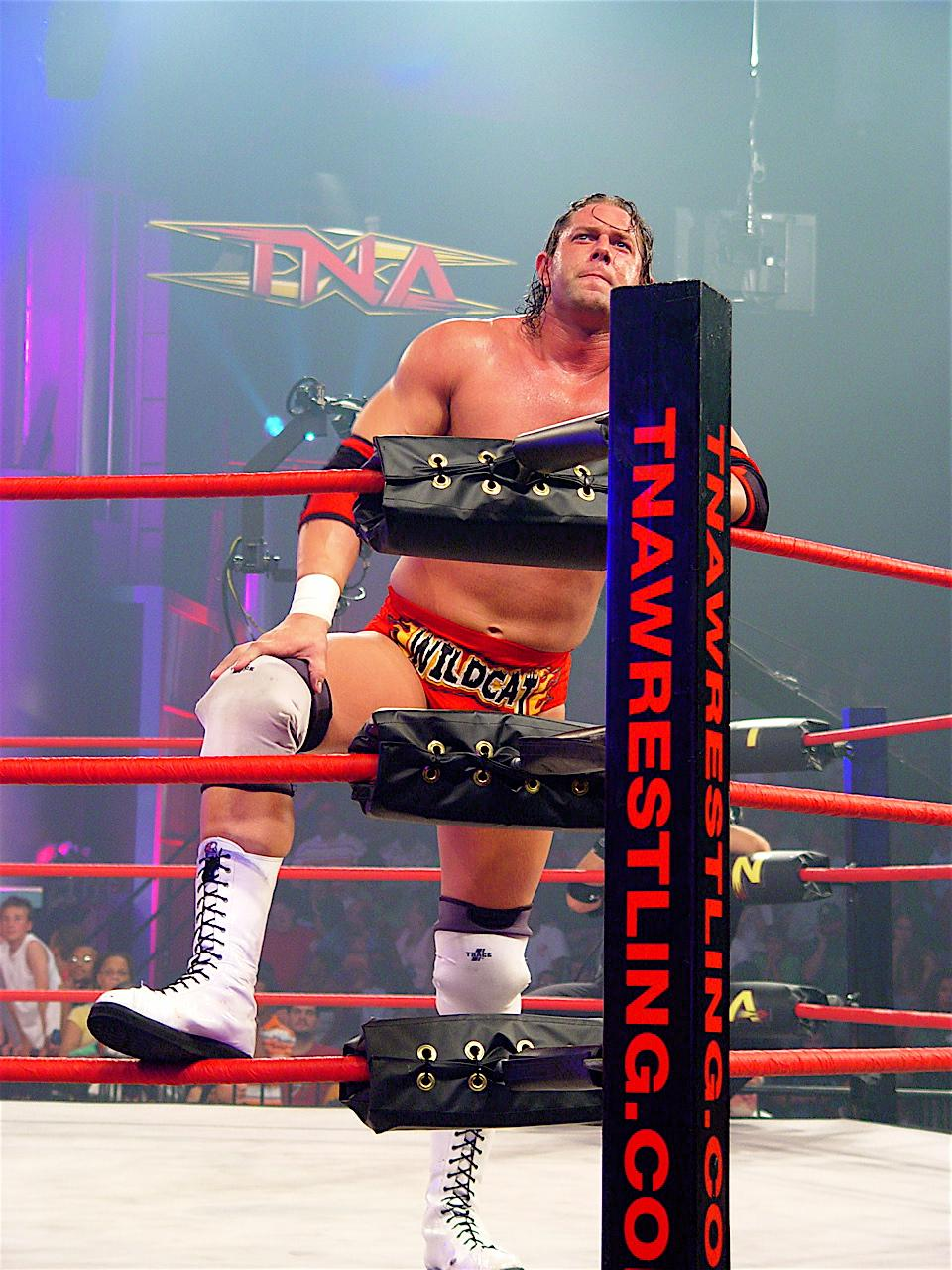
Harris en Total Nonstop Action Wrestling en agosto de 2007.

En el episodio del 11 de enero de 2007 de Impact! Harris hizo una entrevista (kayfabe) con Mike Tenay dando una fuerte impresión de que su carrera de lucha libre podría llegar a su fin. Harris no fue visto en la televisión hasta el evento Against All Odds en el cual (usando un parche en el ojo) fue a perseguir a Storm. Durante varias semanas, continuó atacando a Storm. En el episodio del 1 de marzo de 2007 de Impact! Harris afirmó que su visión era del 30% y juró venganza contra Storm. En Lockdown, Harris perdió ante Storm en un combate de Six Sides of Steel, en el que ambos hombres estaban con los ojos vendados. Fue revelado luego que su visión había sido restaurada, y Harris se enfrentó contra Storm en Sacrifice en un Texas Death match, donde Harris salió vencedor. Después de esto, Harris presentó dos semanas seguidas para ayudar a Rhino y Héctor Guerrero con The Latin American Xchange (LAX). Harris entró en Slammiversary como el último participante en el King of the Mountain Match, sólo para perder ante Kurt Angle. Harris tuvo una rivalidad con Christian Cage, perdiendo ante él por roll-up en Victory Road después de que Dustin Rhodes le golpeó en la espalda.
La pelea Harris/Rhodes continuó durante unas semanas con Rhodes atacando a Harris durante sus luchas en Impact! hasta que se realizó una lucha en Hard Justice, cuando Harris derrotó a "Black Reign" Dustin Rhodes vía descalificación y en No Surrender Harris derrotó a Black Reign en un combate sin descalificación. El 11 de enero de 2008, TNA anunció en su página web que Harris había sido liberado de su contrato con TNA.

### World Wrestling Entertainment (2008)
Harris anunció en su página web oficial que él había firmado un contrato con World Wrestling Entertainment (WWE) el 29 de enero de 2008. Harris fue derrotado por Shelton Benjamin en su debut en la WWE en 11 de marzo de 2008 en un dark match. Harris hizo su debut televisivo WWE en el episodio del 8 de julio de 2008 de ECW, bajo el nombre de "Braden Walker", derrotando a Armando Estrada. Fue durante esa rivalidad que su famosa frase "Yo soy Braden Walker y te voy a noquear el cerebro" fue acuñada. Luchó un combate más, una victoria por pinfall sobre James Curtis, antes de que fuera liberado de su contrato de la WWE el 7 de agosto de 2008.

### Regreso a TNA (2010, 2011)
El 14 de junio de 2010, Harris hizo un regreso de una sola noche a TNA en las grabaciones de la edición de 24 de junio de Impact!, interpretando una vez más a un falso Sting. Harris hizo otra regreso a TNA como un miembro del grupo heel Immortal en la edición del 12 de mayo de 2011 de Impact!, cuando fue introducido por Matt Hardy como su compañero de equipo en su lucha por el Campeonato Mundial en Parejas de la TNA contra Beer Money, Inc. (James Storm y Robert Roode). Harris hizo su regreso al ring el 6 de mayo en un house show en Fort Smith, Arkansas, haciendo equipo con Matt Hardy contra Beer Money, Inc., saliendo derrotados. El 15 de mayo en Sacrifice, Harris y Hardy fracasaron en su intento por ganar el Campeonato Mundial en Parejas de la TNA de Beer Money, Inc., cuando Storm cubrió a Harris después de una «Death Sentence». Después del evento se informó que TNA había decidido no volver a usar a Harris.

## En lucha
- Movimientos finales
  - Catatonic[12] (Swinging side slam)
  - Spear[12]

- Movimientos de firma
  - Bulldog[12]
  - Catapult
  - Cat Attack[12] (Running Thesz press)
  - Delayed vertical suplex[12]
  - Diving elbow drop
  - Diving leg drop[12]
  - Full nelson slam
  - Inside cradle
  - Lariat[12]
  - Sharpshooter[12]

- Con James Storm
- Movimientos finales en equipo
  - Death Sentence (Combinación de Bearhug (Storm) / Diving leg drop (Harris))[13]

- Movimientos de firma en equipo
  - Aided leapfrog body guillotine[13]
  - Combinación de Bearhug / Lariat[13]

- Mánager
  - Gail Kim

- Apodos
  - "The Wildcat"
  - "The Cultural Phenomenon"

## Campeonatos y logros
- Frontier Elite Wrestling

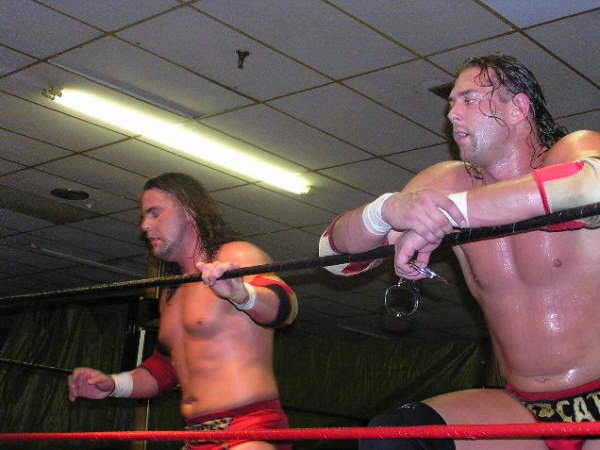
Harris y James Storm en un house show.

  - FEW Tag Team Championship (1 vez) – con James Storm

- Interstate Championship Wrestling
  - ICW Heavyweight Championship (1 vez)

- Mountain Wrestling Association
  - MWA Heavyweight Championship (2 veces)[12]
  - MWA Tag Team Championship (1 vez)[12] – con Rated X

- Music City Wrestling
  - NWA North American Heavyweight Championship (1 vez)[14]

- NWA Shockwave
  - NWA Cyberspace Heavyweight Championship (1 vez)[15]
  - NWA Cyberspace Tag Team Championship (1 vez)[16] - con James Storm

- Northern Wrestling Federation
  - NWF Heavyweight Championship (3 veces)[12]
  - NWF Tag Team Championship (1 vez)[12] – con Sean Casey
  - NWF Tri-State Championship (1 vez)[12]

- Peel's Championship Wrestling
  - PCW Tag Team Championship (1 vez) - con Sean Casey[17]

- Purks International Championship Wrestling
  - PICW Heavyweight Championship (1 vez)[18]

- Superstar Wrestling Federation

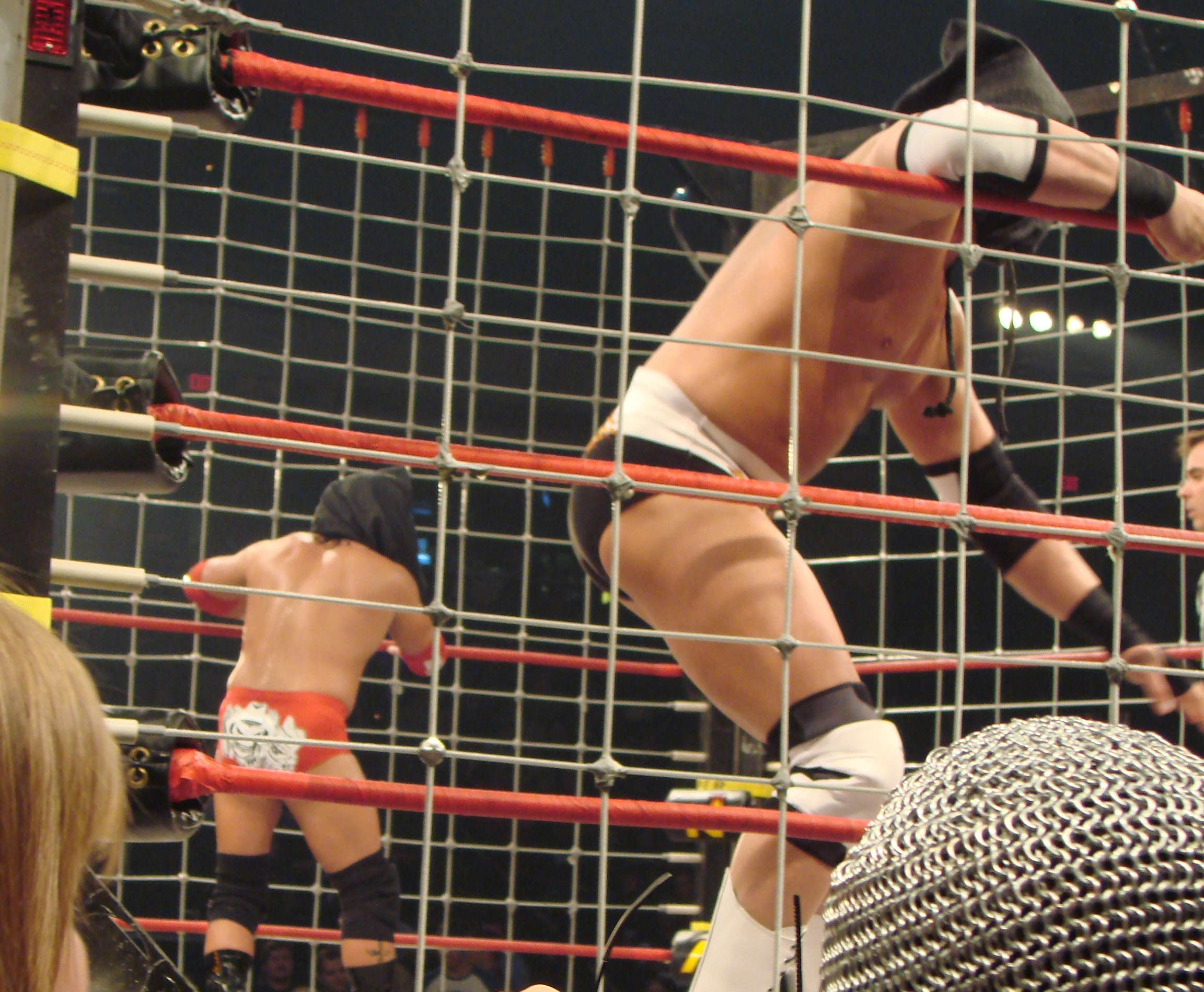
La lucha entre Harris y James Storm en Lockdown 2007 fue votada Peor Lucha del Año por el Wrestling Observer Newsletter.

  - SWF Heavyweight Championship (1 vez)

- Total Nonstop Action Wrestling
  - NWA World Tag Team Championship (7 veces)[19] – con James Storm (6) y Elix Skipper (1)
  - TNA Year End Awards (3 veces)
    - Match of the Year (2004) – con James Storm vs. Christopher Daniels & Elix Skipper at Turning Point[20]
    - Tag Team of the Year (2003, 2004) – con James Storm[20]

- USA Championship Wrestling
  - USA North American Heavyweight Championship (1 vez)[21][22]

- Pro Wrestling Illustrated
  - Equipo del año (2004) con James Storm (America's Most Wanted)[23]
  - PWI lo situó en el puesto #44 de los 500 mejores luchadores en los PWI 500 en 2004[24]

- Wrestling Observer Newsletter
  - Equipo del Año (2005) con James Storm
  - Peor Lucha del Año (2007) vs. James Storm en un Six Sides of Steel Blindfold match en Lockdown